# Paragigantione indica
Paragigantione indica är en kräftdjursart som först beskrevs av Hugo Frederik Nierstrasz och Brender à Brandis 1923.  Paragigantione indica ingår i släktet Paragigantione och familjen Bopyridae. Inga underarter finns listade i Catalogue of Life.